# 天津外国语大学滨海外事学院
天津外国语大学滨海外事学院，简称滨外，是位于天津市滨海新区大港街道的一所民办本科独立学院。该院由天津外国语大学与河北天域实业集团有限公司联合举办。

## 沿革
2004年3月，天津外国语学院在天津市大港区大港生态高教园设立独立学院天津外国语学院滨海外事学院。初期，该院设英语、日语、朝鲜语、法语、德语、西班牙语、俄语、国际经济与贸易、金融学、法学、行政管理和新闻学12个本科专业。2006年，天津天外教育投资有限公司成立，由河北天域房地产开发集团有限公司全资持有。天津外国语学院与天津天外教育投资有限公司共同作为学院举办者。
2010年3月18日，中华人民共和国教育部印发《教育部关于同意天津外国语学院更名为天津外国语大学的通知》（教发函〔2010〕64号），决定同意天津外国语学院更名为天津外国语大学。该校相应更名为天津外国语大学滨海外事学院。
2013年，教育部同意该院增加商务英语专业。2014年新增翻译（英语方向）、酒店管理专业，2018年新增护理、学前教育、汉语国际教育专业。
2020年5月15日，中华人民共和国教育部公布《教育部办公厅印发〈关于加快推进独立学院转设工作的实施方案〉的通知》（教发厅〔2020〕2号），要求到2020年末，各独立学院全部制定转设工作方案，同时推动一批独立学院实现转设。规定独立学院的未来路径为转为民办、转为公办、撤销三类。7月22日，滨外校方表示，该院的转设方向是民办高校。

## 机构设置
天津外国语大学滨海外事学院设置下列系部：

| 院部职能部门 - 院长办公室 - 党委工作部 - 教务部 - 学生工作部 - 人力资源部 - 财务资产部 - 国际交流中心 - 综合保障部 - 保卫部 - 网络信息中心 - 工会 - 团委 - 图书馆 - 教育技术与实验室管理中心 | 教学系部 - 英语系 - 日语系 - 德语系 - 法语系 - 朝鲜语系 - 西班牙语系 - 俄语系 - 经济系 - 法学系 - 管理系 - 新闻系 - 基础课教学部 - 思想政治教学部 - 体育教学部 |

## 专业设置
2020年时，学院开设19个本科专业，即英语、翻译、商务英语、日语、朝鲜语（韩国语）、法语、德语、西班牙语、俄语、国际经济与贸易、金融学、法学、国际事务与国际关系、行政管理、酒店管理、新闻学、学前教育、汉语国际教育和护理学。